# Torcé
Torcé est une commune française située dans le département d'Ille-et-Vilaine en région Bretagne, peuplée de 1 270 habitants (les Torcéens).

## Géographie

### Infrastructures
Le territoire communal de Torcé est traversé par deux importantes infrastructures :
- la route nationale 157, qui permet de relier Rennes à Paris, avec un échangeur au nord du bourg, qui a pu contribuer au développement démographique du bourg, ainsi qu'au développement économique, avec la création d'une zone d'activités industrielle ;
- la ligne LGV Bretagne-Pays de la Loire, en chantier courant 2013, qui est le prolongement à l'ouest de la LGV Atlantique, permettant de rapprocher Rennes de Paris, coupe la commune en deux et passe à moins de 500 mètres du bourg.

### Hydrographie
Pour un article plus général, voir Réseau hydrographique d'Ille-et-Vilaine.
La commune est située dans le bassin Loire-Bretagne. Elle est drainée par la Bichetière, le ruisseau de l'Étang des vaux et le ruisseau du Mas,,.
La Bichetière, d'une longueur de 11 km, prend sa source dans la commune de Étrelles et se jette  dans la Vilaine à Saint-Aubin-des-Landes, après avoir traversé quatre communes. 

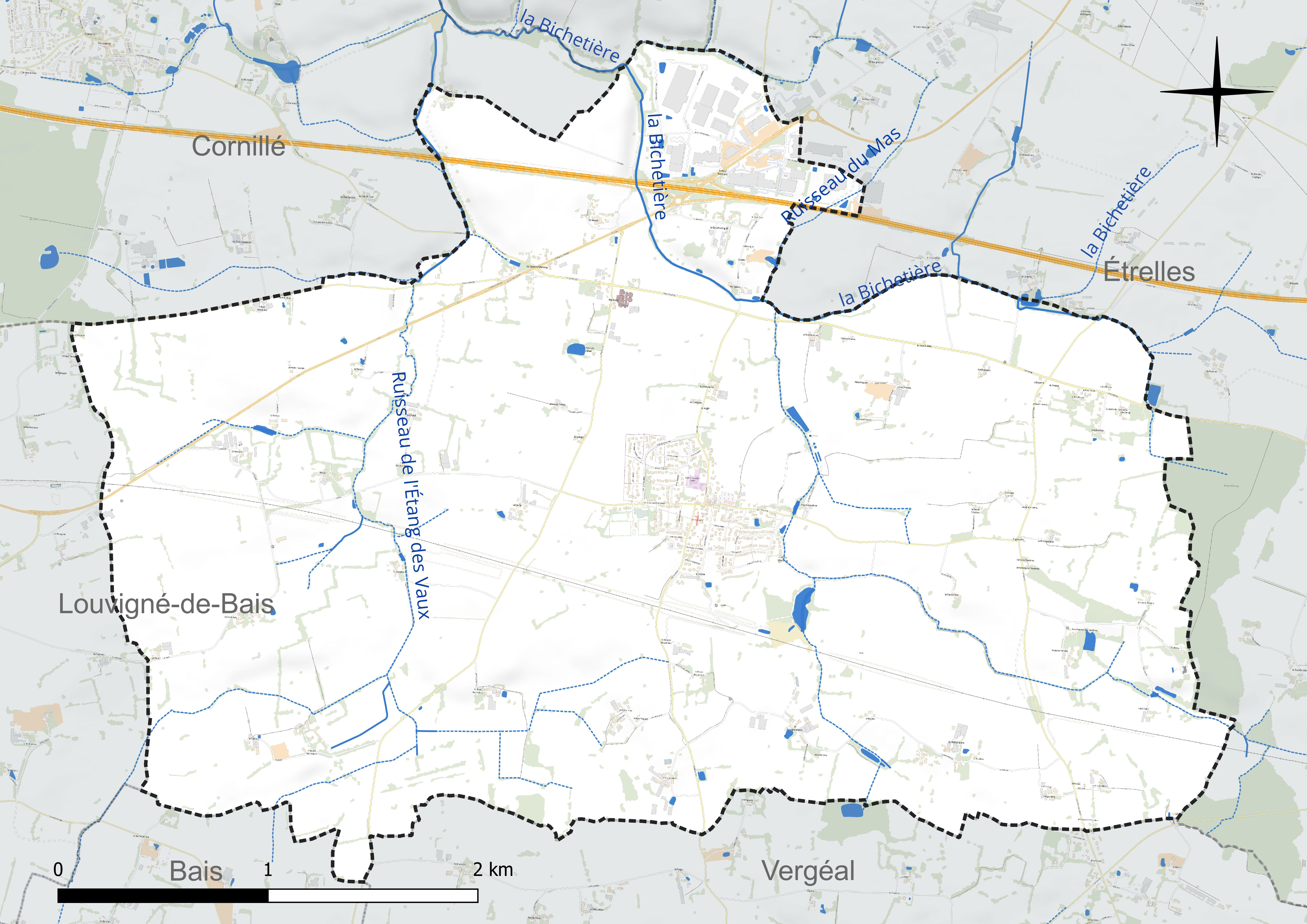
Réseau hydrographique de Torcé.

### Climat
Pour des articles plus généraux, voir Climat de la Bretagne et Climat d'Ille-et-Vilaine.
En 2010, le climat de la commune est de type climat océanique altéré, selon une étude du CNRS s'appuyant sur une série de données couvrant la période 1971-2000. En 2020, Météo-France publie une typologie des climats de la France métropolitaine dans laquelle la commune est exposée à un climat océanique et est dans la région climatique  Bretagne orientale et méridionale, Pays nantais, Vendée, caractérisée par une faible pluviométrie en été et une bonne insolation. Parallèlement l'observatoire de l'environnement en Bretagne publie en 2020 un zonage climatique de la région Bretagne, s'appuyant sur des données de Météo-France de 2009. La commune est, selon ce zonage, dans la zone « Sud Est », avec des étés relativement chauds et ensoleillés.  
Pour la période 1971-2000, la température annuelle moyenne est de 11,3 °C, avec une amplitude thermique annuelle de 13,3 °C. Le cumul annuel moyen de précipitations est de 769 mm, avec 13 jours de précipitations en janvier et 7,1 jours en juillet. Pour la période 1991-2020, la température moyenne annuelle observée sur la station météorologique la plus proche, située sur la commune d'Arbrissel à 15 km à vol d'oiseau, est de 12,1 °C et le cumul annuel moyen de précipitations est de 718,7 mm,. Pour l'avenir, les paramètres climatiques de la commune estimés pour 2050 selon différents scénarios d'émission de gaz à effet de serre sont consultables sur un site dédié publié par Météo-France en novembre 2022.

## Urbanisme

### Typologie
Au 1er janvier 2024, Torcé est catégorisée bourg rural, selon la nouvelle grille communale de densité à sept niveaux définie par l'Insee en 2022.
Elle est située hors unité urbaine. Par ailleurs la commune fait partie de l'aire d'attraction de Vitré, dont elle est une commune de la couronne,. Cette aire, qui regroupe 30 communes, est catégorisée dans les aires de 50 000 à moins de 200 000 habitants,.

### Occupation des sols
L'occupation des sols de la commune, telle qu'elle ressort de la base de données européenne d'occupation biophysique des sols Corine Land Cover (CLC), est marquée par l'importance des territoires agricoles (90,4 % en 2018), en diminution par rapport à 1990 (93,8 %). La répartition détaillée en 2018 est la suivante : 
zones agricoles hétérogènes (31,9 %), terres arables (31,6 %), prairies (26,9 %), zones industrielles ou commerciales et réseaux de communication (5,5 %), zones urbanisées (3,7 %), forêts (0,3 %). L'évolution de l'occupation des sols de la commune et de ses infrastructures peut être observée sur les différentes représentations cartographiques du territoire : la carte de Cassini (XVIIIe siècle), la carte d'état-major (1820-1866) et les cartes ou photos aériennes de l'IGN pour la période actuelle (1950 à aujourd'hui).

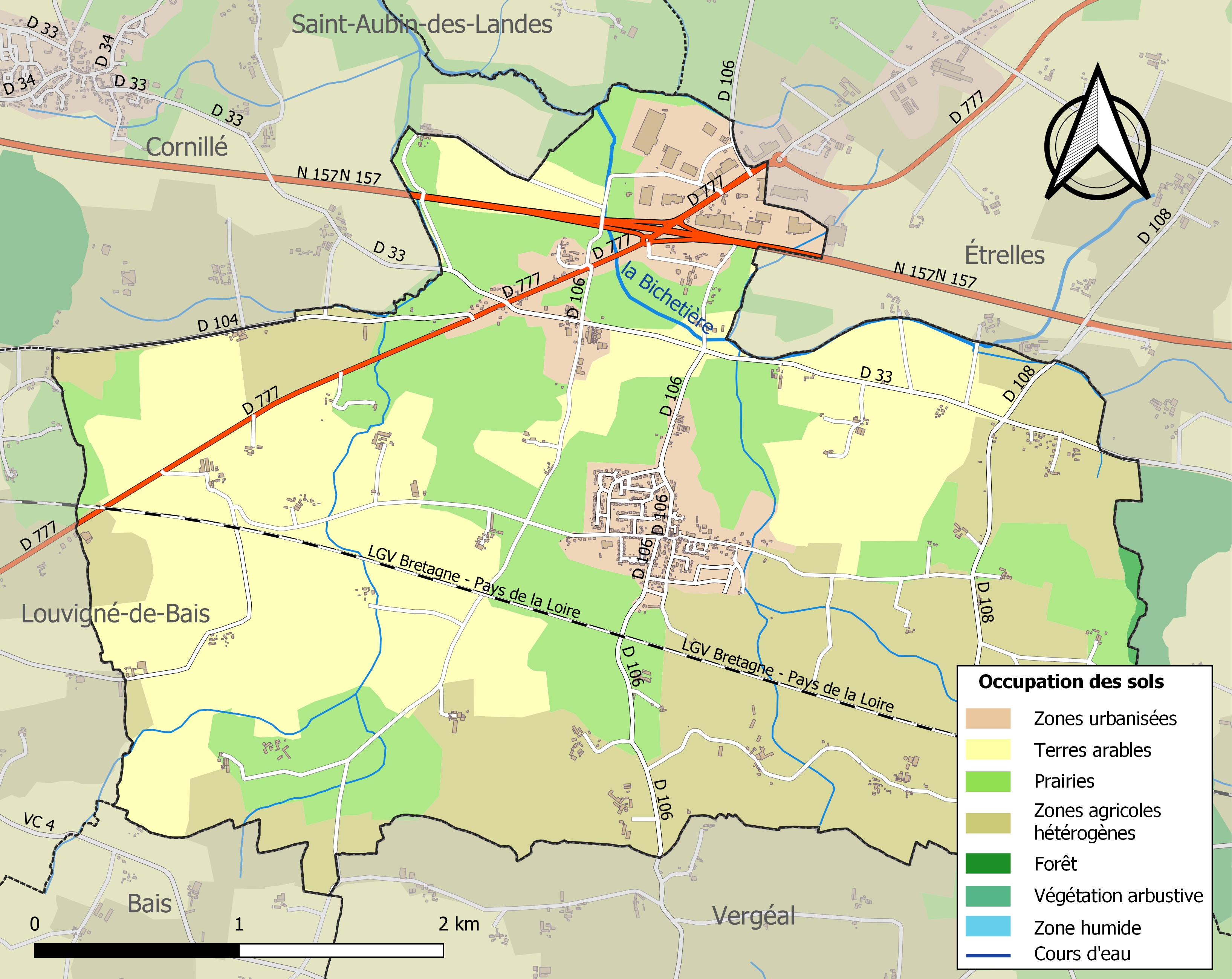
Carte des infrastructures et de l'occupation des sols de la commune en 2018 (CLC).

## Toponymie
Le nom de la localité est attesté sous les formes Torceio en 1093, Torcé en 1196, Torceyo en 1469[réf. nécessaire].

## Histoire

### Époque moderne
En 1574 un coup de main nocturne fut effectué par des paysans de Torcé, Argentré et Le Pertre menés par leurs seigneurs contre les protestants de Vitré. Ils participèrent aussi, avec d'autres paysans venus de 53 paroisses du pays vitréen, au siège de Vitré par les Ligueurs au printemps et à l'été 1589.
Une partie de la seigneurie de La Haye en Torcé s'étendait dans la paroisse de Vergeal. Un aveu daté du 18 février 1667 présenté par Marie de Rabutin Chantal, veuve du « haut et puissant seigneur messire Henri de Sévigné », déclare « ladite dame qu'elle a droit de faire mettre un banc à queue dans l'église de Vergeal, advis l'hostel [autel] de Notre-Dame, armoyé de ses armes, prohibitif et deffensable ».
Un chemin des saulniers (emprunté par les faux-sauniers pratiquant la contrebande du sel entre la Bretagne et le Maine, pays de gabelle, passe à la limite des communes de Veneffles (désormais annexée par la commune de Châteaugiron) et d'Ossé avec celles de Chaumeré (désormais annexée par la commune de Domagné) et Saint-Aubin-du-Pavail, puis, après avoir traversé Domagné, passe à la limite de celle de Cornillé avec celles de Torcé et Louvigné-de-Bais avant de rejoindre, via Étrelles et Argentré-du-Plessis, Le Pertre. Ce chemin des saulniers est d'origine ancienne, c'est probablement une ancienne voie romaine ; son tracé se lit encore très bien sur une carte, empruntant successivement de l'ouest vers l'est des tronçons des routes départementales D 93, D 104, D 35, à nouveau D 104 et enfin D 33.

### Révolution française
Torcé fait partie des communes déclarées totalement insurgées en 1793-1794. Une compagnie chouanne exista à Torcé ; elle était membre de la "colonne de Saint-Didier et Pocé", qui elle-même dépendait de la division de Vitré de l'Armée catholique et royale de Rennes et de Fougères ; elle fut dirigée par Pierre Rossignol, puis par Louis de Chabert. La "colonne de Saint-Didier et Pocé" était divisée en plusieurs compagnies : la compagnie de Torcé (dont le capitaine était René Martin, le lieutenant Louis Cordé), la compagnie de Saint-Didier, la compagnie de Cornillé, la compagnie de Pocé.
Le 4 floréal an II (23 avril 1794), le général Kléber donne ordre aux troupes stationnées à Vitré, en « laissant les routes garnies [ = surveillées] », de se porter « sur Vergeal, en passant par Cornillé et Torcé ».

### LeXIXesiècle

Le journal Le Courrier écrit le 10 juillet 1832 : « Un horrible assassinat vient d'être commis près de Vitré. Le maire de Torcé, accompagné par son beau-père, regagnait son domicile lorsqu'il fut accosté par deux réfractaires. La conversation s'engage ; le maire les stimule à se soumettre, et leur parle avec confiance. Tout à coup ces deux misérables s'élancent sur le maire, lui arrachent le fusil dont il est porteur et l'un l'étend mort de deux balles, pendant que l'autre bat le beau-père qui, meurtri de coups, a eu beaucoup de mal à regagner Vitré ». Cet événement est lié à l'insurrection légitimiste de 1832.

### LeXXesiècle

#### LaBelle Époque
Lors du recensement de 1901, on compte 75,6 % d'agriculteurs, 5,55 % de journaliers et en plus de nombreux domestiques parmi la population active de la commune.
Le journal Ouest-Éclair du 9 mars 1906 écrit à propos de l'inventaire des biens d'église : « À Izé, Torcé, Champeaux ont eu lieu des tentatives d'inventaire ; là, comme dans les autres paroisses, les agents du fisc et les gendarmes se sont retirés devant les protestations et le refus d'ouvrir les portes. De Vitré, on entend le tocsin sonner dans les villages voisins, et de toutes parts on organise la résistance, et on veille, en attendant le crochetage ».
Le 3 avril 1906, M. de Langle, maire de la commune, est condamné à 6 jours de prison et 200 francs d'amende par le tribunal correctionnel de Vitré pour avoir le 22 mars 1906 outragé les gendarmes dans la cour de son château des Ténières lors de l'inventaire des biens d'église à Torcé.
La guerre 1914-1918

### L'Entre-deux-guerres
Selon un article publié en 1926, l'école laïque de Torcé n'aurait eu à cette date aucun élève, mais conservait un enseignant titulaire.

## Héraldique
| Blason de Torcé | Blason  | Écartelé de sable et d'argent au lion morné brochant de l'un en l'autre. |
| Blason de Torcé | Détails | Le statut officiel du blason reste à déterminer.                         |

## Politique et administration
| Période   | Période   | Identité         | Étiquette     | Qualité |
| --------- | --------- | ---------------- | ------------- | --- |
| 1909      | 1910      | Pierre Madeline  |               | |
| 1910      | 1921      | Yves de Langle   | Monarchiste   | châtelain |
|           |           |                  |               | |
| 1921      | 1953      | Pierre de Langle | Monarchiste   | Châtelain |
|           |           |                  |               | |
| 1953      | 1971      | Alfred Baslé     | MRP           | Agriculteur |
| 1971      | 1983      | Marcel Esnault   | MRP           | Agriculteur |
| mars 1983 | mars 2014 | Michel Desrues   | DVG           | cadre administratif du ministère des armées chevalier de la Légion d'honneur - officier de l'ordre national du Mérite |
| mars 2014 | En cours  | Yannick Fouet    | Divers centre | Responsable sélection avicole                                                                                         |

## Démographie
L'évolution du nombre d'habitants est connue à travers les recensements de la population effectués dans la commune depuis 1793. Pour les communes de moins de 10 000 habitants, une enquête de recensement portant sur toute la population est réalisée tous les cinq ans, les populations de référence des années intermédiaires étant quant à elles estimées par interpolation ou extrapolation. Pour la commune, le premier recensement exhaustif entrant dans le cadre du nouveau dispositif a été réalisé en 2005.
En 2022, la commune comptait 1 270 habitants, en évolution de +7,17 % par rapport à 2016 (Ille-et-Vilaine : +5,46 %, France hors Mayotte : +2,11 %).
| 1793 | 1800 | 1806 | 1821 | 1831 | 1836 | 1841 | 1846 | 1851 |
| ---- | ---- | ---- | ---- | ---- | ---- | ---- | ---- | ---- |
| 756  | 690  | 691  | 802  | 713  | 764  | 802  | 805  | 836  |

| 1856 | 1861 | 1866 | 1872 | 1876 | 1881 | 1886 | 1891 | 1896 |
| ---- | ---- | ---- | ---- | ---- | ---- | ---- | ---- | ---- |
| 816  | 796  | 772  | 761  | 731  | 710  | 681  | 732  | 708  |

| 1901 | 1906 | 1911 | 1921 | 1926 | 1931 | 1936 | 1946 | 1954 |
| ---- | ---- | ---- | ---- | ---- | ---- | ---- | ---- | ---- |
| 634  | 630  | 638  | 585  | 633  | 630  | 638  | 630  | 649  |

| 1962 | 1968 | 1975 | 1982 | 1990 | 1999 | 2005  | 2006  | 2010  |
| ---- | ---- | ---- | ---- | ---- | ---- | ----- | ----- | ----- |
| 651  | 596  | 592  | 681  | 788  | 916  | 1 144 | 1 144 | 1 147 |

| 2015  | 2020  | 2022  | - | - | - | - | - | - |
| ----- | ----- | ----- | - | - | - | - | - | - |
| 1 190 | 1 241 | 1 270 | - | - | - | - | - | - |

## Économie
La commune dispose d'un tissu industriel à dominante agro-alimentaire.

## Transports
La commune est desservie par la ligne de bus n°9 de Vitré Communauté.

## Lieux et monuments
La commune compte 127 bâtiments inventoriés.
L'église Saint-Médard remonte au XIe siècle et est inscrite comme monument historique depuis 2003. Le retable lavallois du maître-autel est de Pierre Corbineau ; il date de 1652 et a été restauré en 1995.
Le château des Tesnières construit par l'architecte Jacques Mellet en 1860 pour la famille de Langle.

Église Saint-Médard
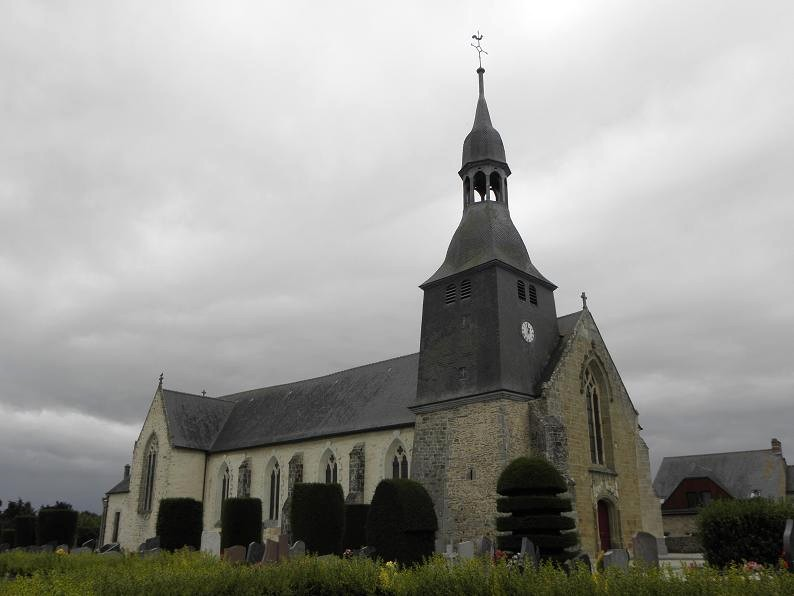
Vue extérieure septentrionale.
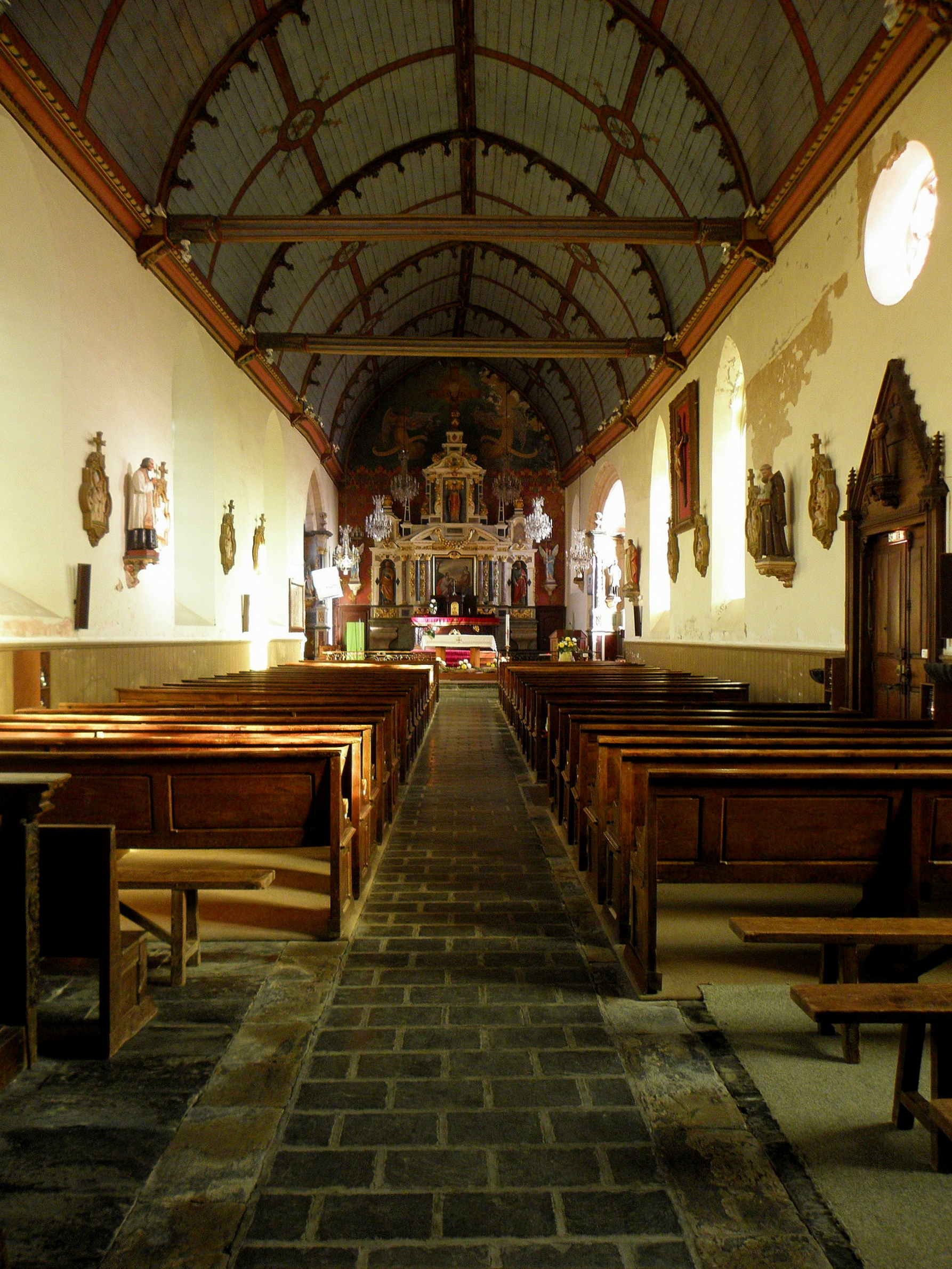
Intérieur de la nef.
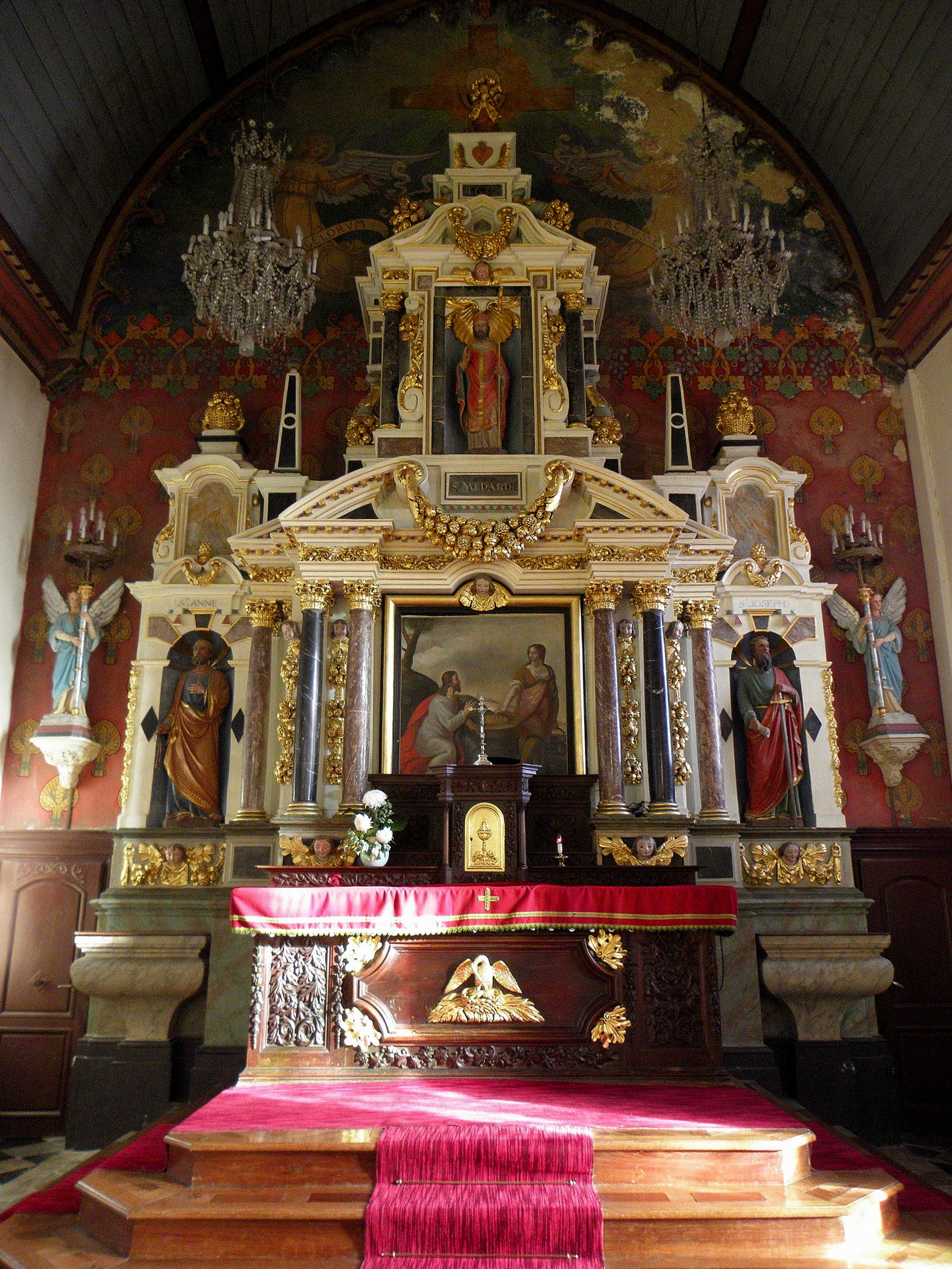
Maître-autel et son retable.
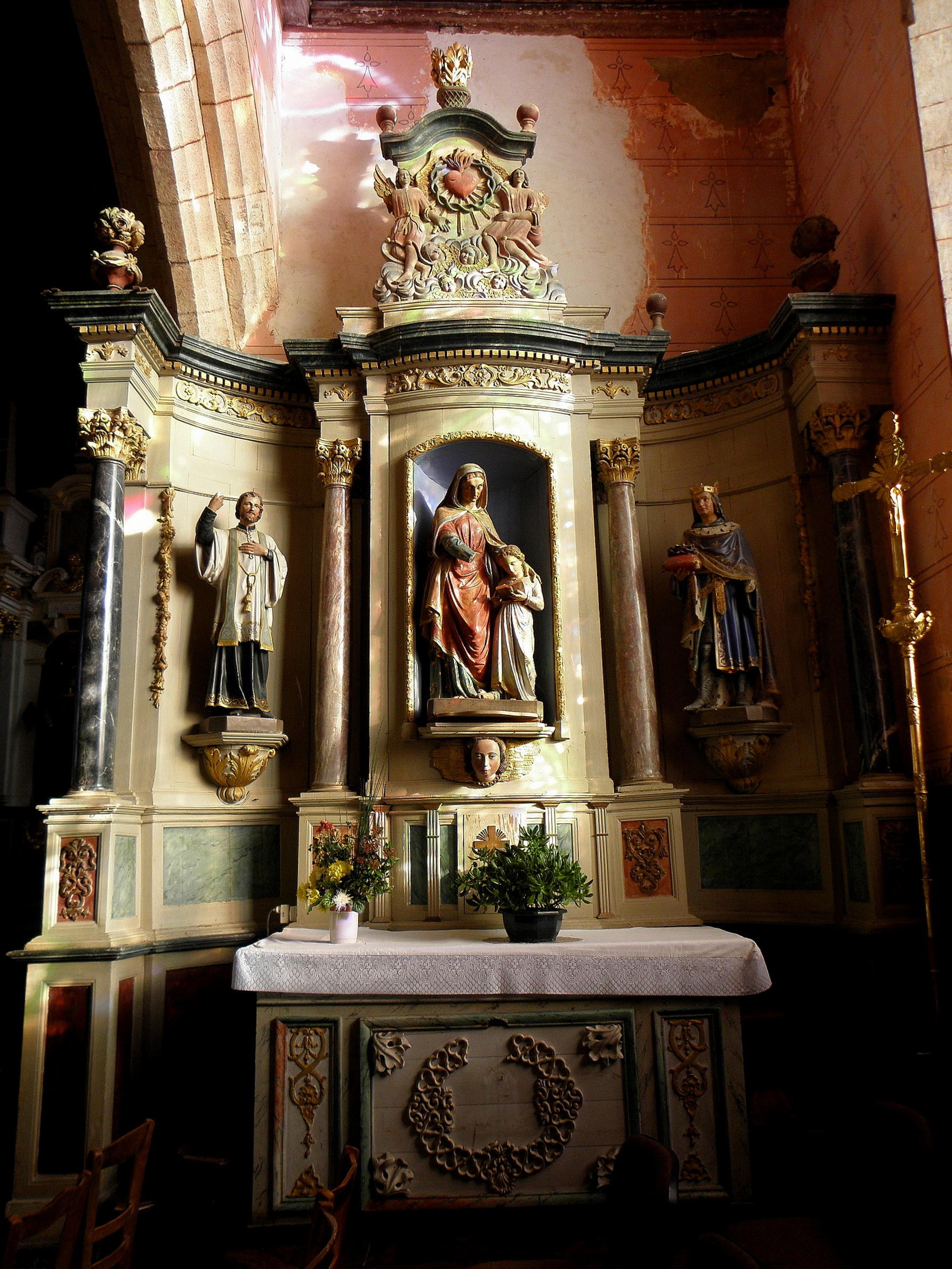
Autel et retable sud.
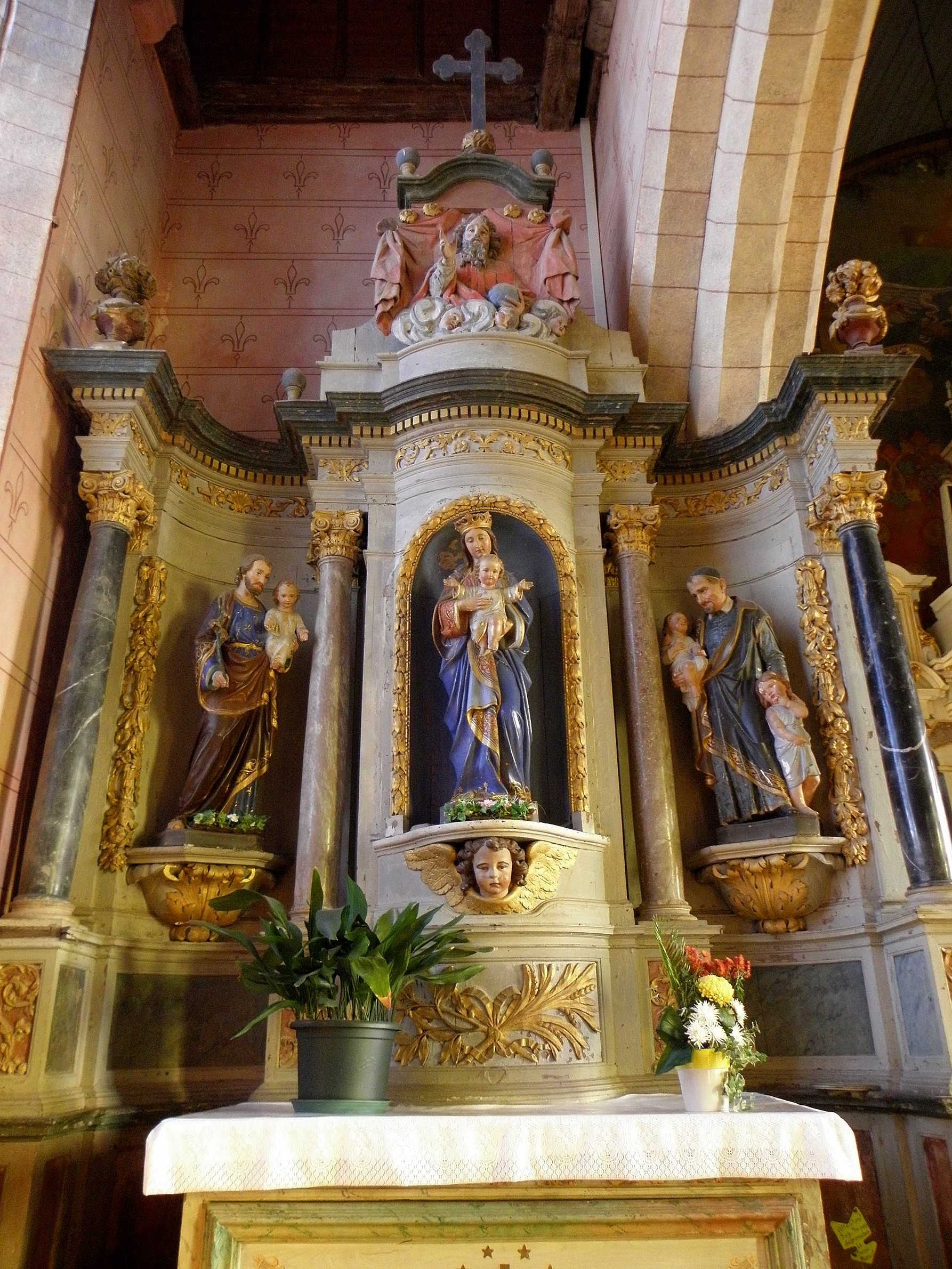
Autel et retable nord.
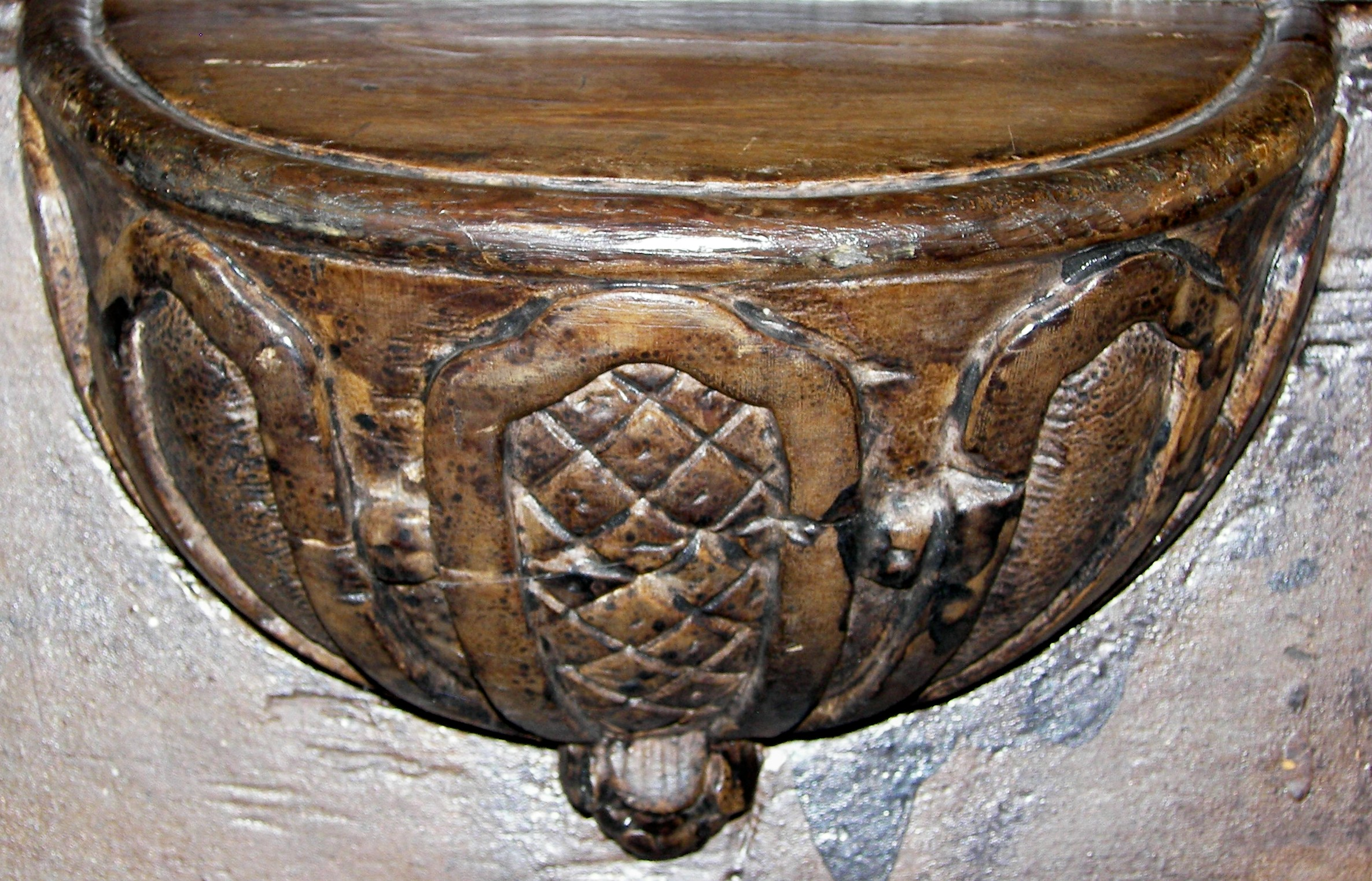
Miséricorde.
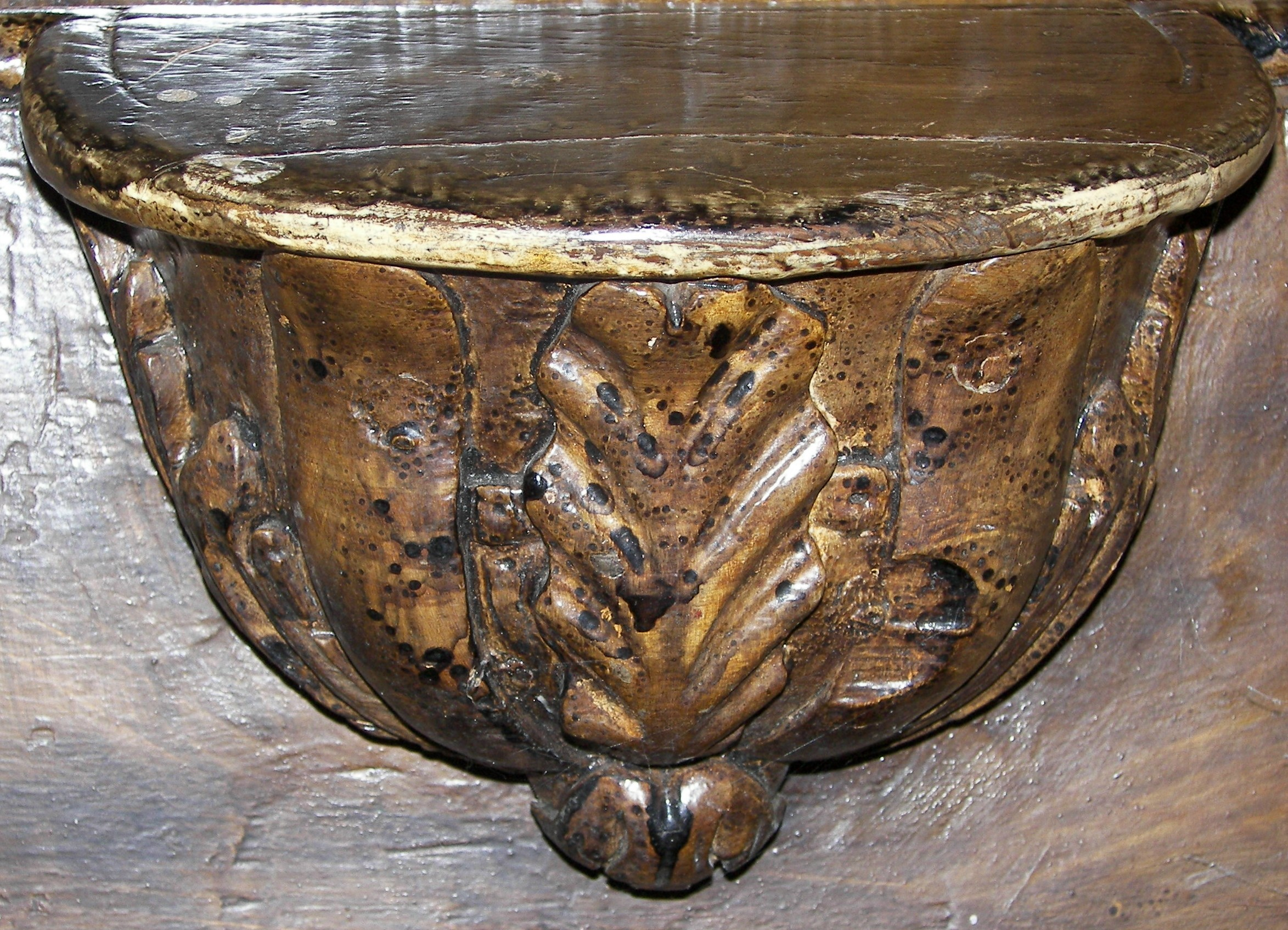
Miséricorde.